# Belsen
Belsen est un village à proximité de Bergen, dans le nord de l'Arrondissement de Celle sur la lande de Lunebourg en Basse-Saxe. Le village, dont le site d'origine se trouve à environ 3 kilomètres au Sud-Ouest de Bergen, compte environ 331 habitants en 2000. Le camp de concentration de Bergen-Belsen porte le nom du village. Aujourd'hui, Belsen est dominé par l'ancien camp militaire britannique de Hohne (Lager Hohne) au bord de la base militaire de Bergen.

## Histoire
La première mention de Belsen dans les archives remonte à 1325 sous le nom Bellenhusen. La municipalité, bien qu'indépendante sur le papier, fait partie de la ville de Bergen depuis 1971.

### Camp de concentration de Bergen-Belsen
Le camp de concentration nazi de Bergen-Belsen se trouvait à proximité de Belsen. Le site de l'ancien camp de concentration et le centre à la mémoire des victimes se trouve principalement sur le territoire de la municipalité de Winsen. Entre Bergen et Belsen se trouvaient des rampes d'accès ferroviaires sur lesquelles les prisonniers, venus en wagons marchands, devaient s'aligner avant de couvrir à pied la distance de 4 kilomètres qui sépare la gare du camp. Les rampes d'origine ont été remplacées et servent désormais aux véhicules militaires de plusieurs armées de l'OTAN qui s'exercent sur la base militaire de Bergen-Hohne (en)

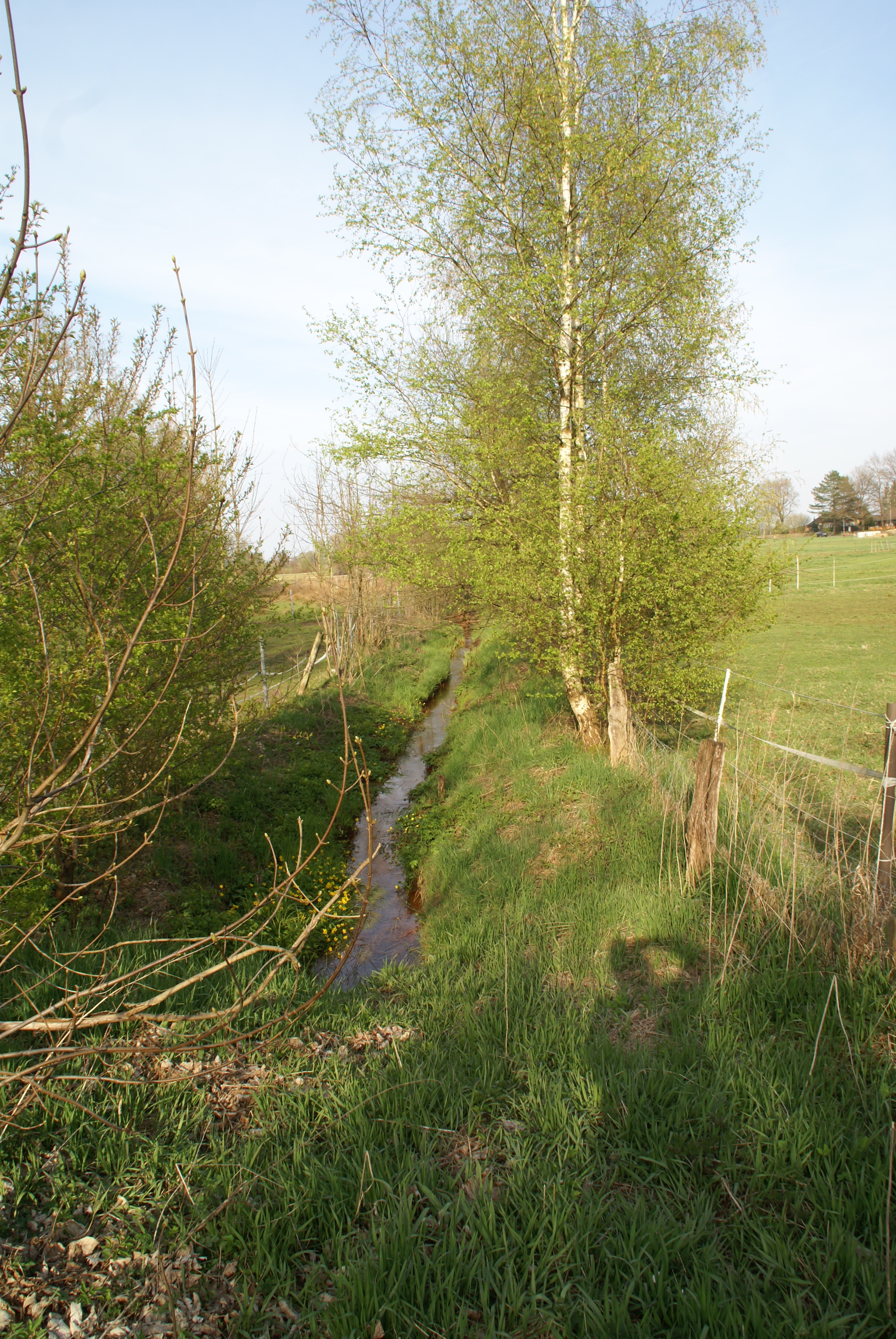
Rivière Fuchsmoorgraben
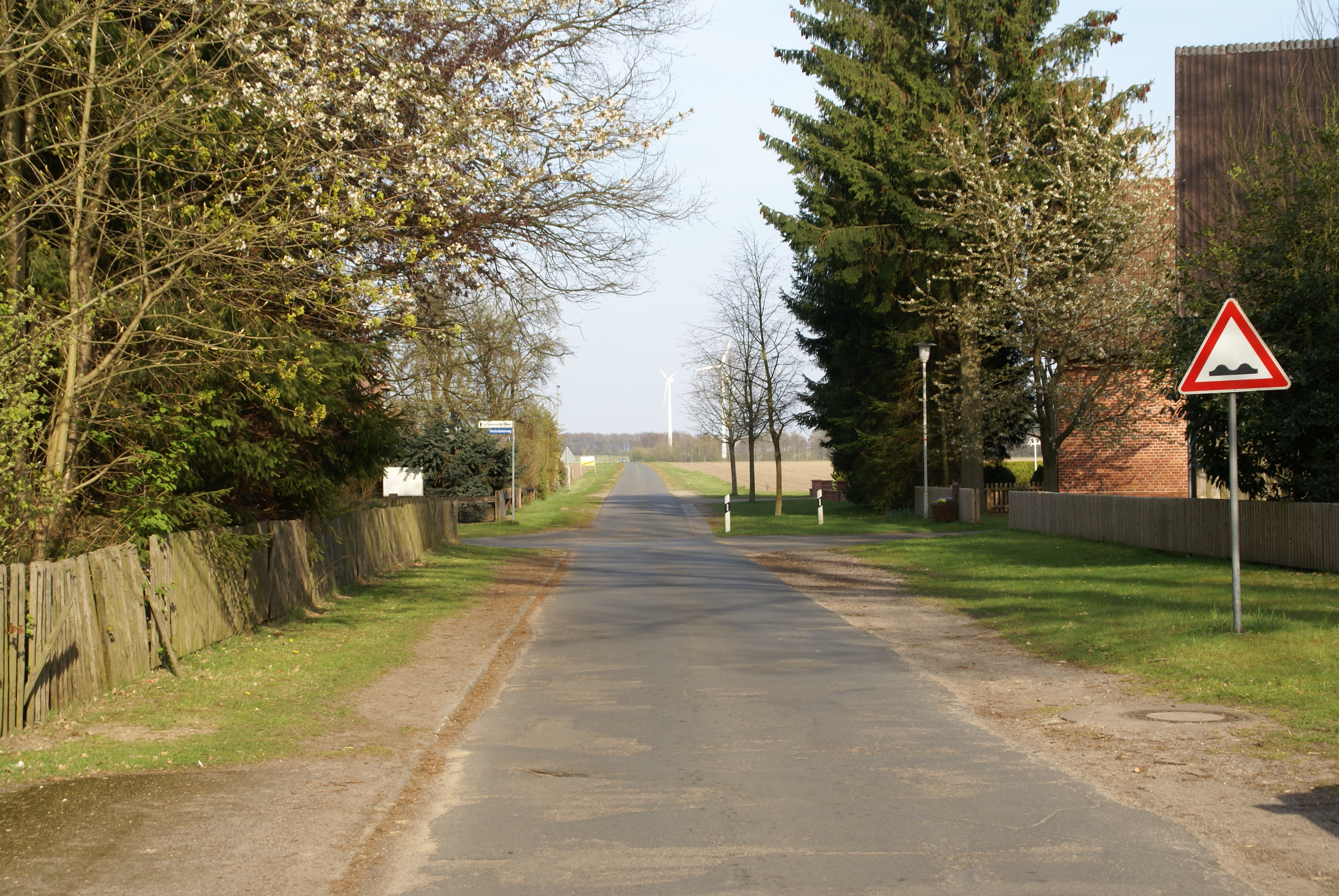
Carrefour
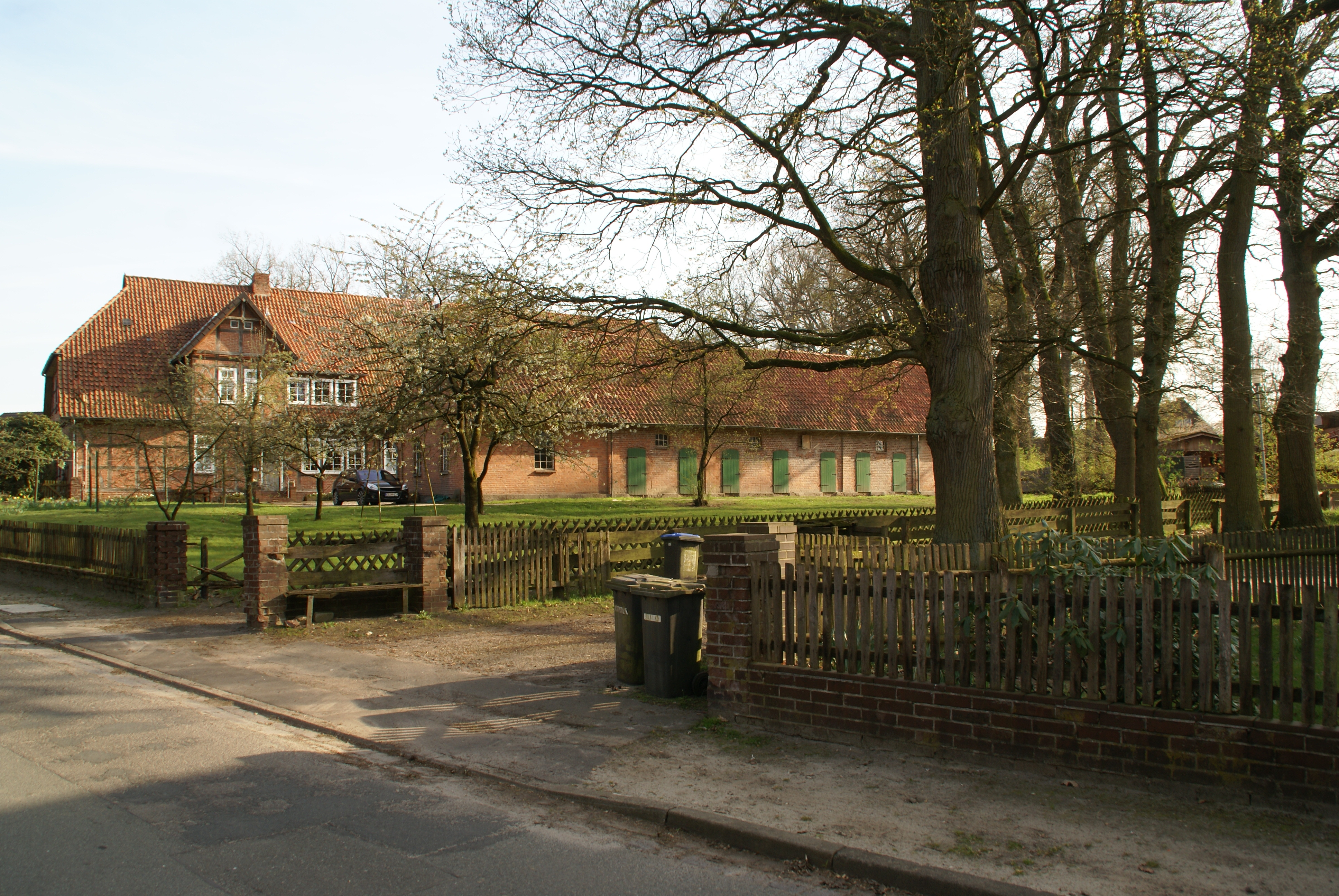
Ferme

### Camp de personnes déplacées à Bergen-Belsen
Après la Seconde Guerre mondiale, un camp de personnes déplacées est créé à la base militaire de Lager Hohne (que les Britanniques appelaient alors gare de Bergen-Hohne ou Hohne Camp). Ce camp a fonctionné depuis l'été 1945 jusqu'en septembre 1950. À une période, ce camp abritait la plus grande communauté de survivants juifs en Allemagne et le seul, dans la zone d'occupation britannique en Allemagne, dont la population soit uniquement composée de survivants juifs,.